# マヒワ
マヒワ（真鶸、Carduelis spinus）は、スズメ目アトリ科カワラヒワ属に分類される鳥。

## 分布
アイスランド、アイルランド、アゼルバイジャン、アフガニスタン、アルジェリア、アルバニア、アルメニア、アンドラ、イギリス（ジブラルタルも含む）、イタリア、イラク北部、イラン北部、ウクライナ、ウズベキスタン、エジプト、エストニア、オーストリア、オランダ、キプロス、ギリシャ、キルギス、グルジア、クロアチア、スイス、スウェーデン、スペイン、スロバキア、スロベニア、セルビア、大韓民国、チェコ、中華人民共和国東部、チュニジア、朝鮮民主主義人民共和国、デンマーク、ドイツ、トルコ、日本、ノルウェー、ハンガリー、フィンランド、フランス、ブルガリア、ベラルーシ、ベルギー、ボスニア・ヘルツェゴビナ、ポーランド、ポルトガル、マケドニア共和国、モロッコ、モンテネグロ、ラトビア、リトアニア、リビア、リヒテンシュタイン、ルクセンブルク、ルーマニア、レバノン、ロシア南東部および西部。
夏季にヨーロッパ北部やアルプス山脈、中華人民共和国北東部やウスリーで繁殖し、冬季はアフリカ大陸北部やヨーロッパ、中華人民共和国東部、日本、朝鮮半島で越冬する。日本では冬季に越冬のため飛来（冬鳥）し、北海道や本州中部以北で繁殖（留鳥）する。

## 形態
全長12-12.5センチメートル。尾羽は黒い。翼は黒く、羽縁は黄色。嘴は細く、色彩は薄いオレンジ色。
オスの成鳥は喉と額から後頭が黒い羽毛で覆われる。顔や胸部、腰は黄色い羽毛で覆われる。後頸から背中は黄緑色、腹部は白い羽毛で覆われ黒褐色の縦縞が入る。メスの成鳥は上面が緑褐色の羽毛で覆われ、黒褐色の縦縞が入る。

## 生態

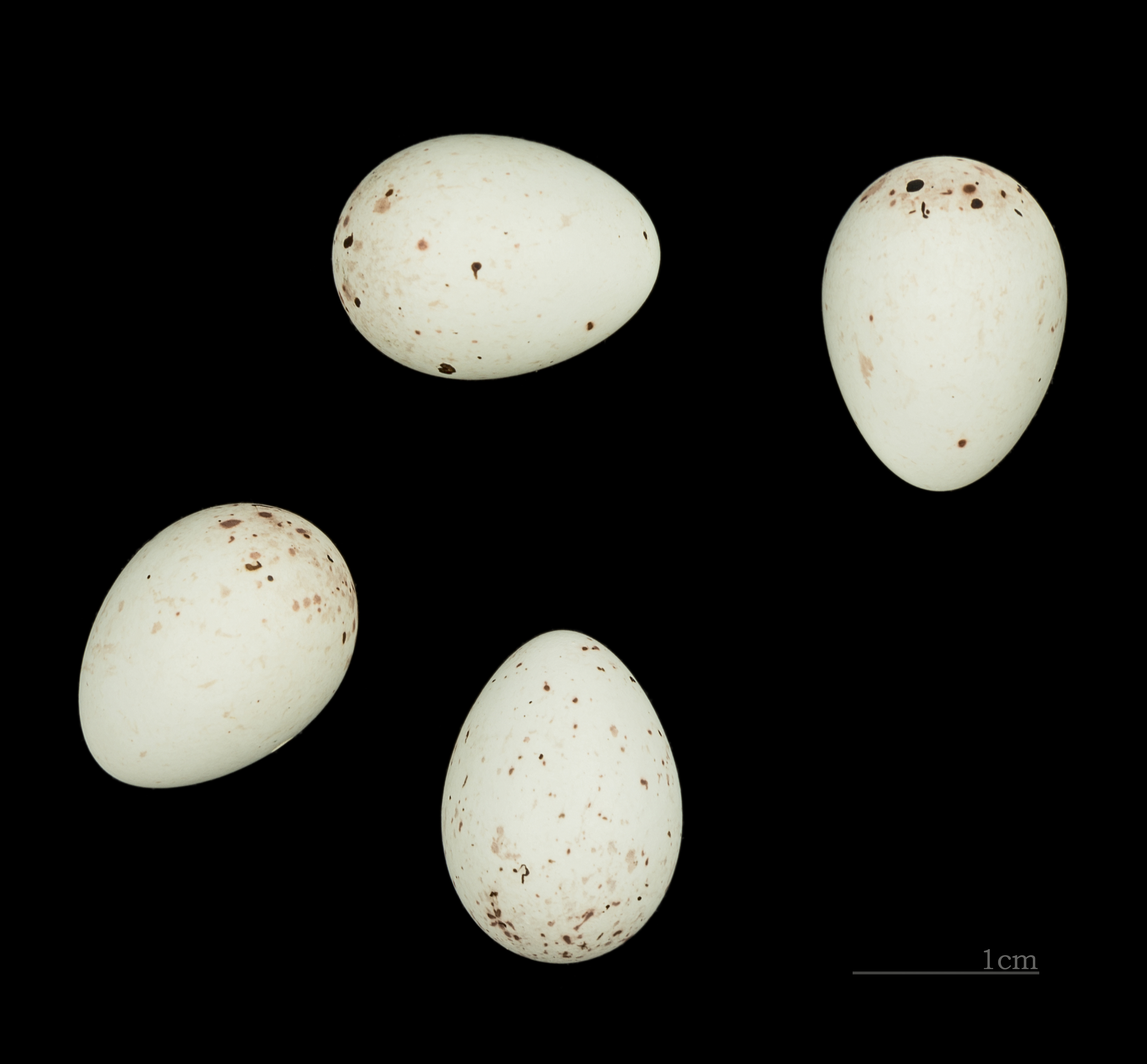
Carduelis spinus

平地から山地にかけての針葉樹林、林縁などに生息する。繁殖期以外は群れで生活する。
食性は植物食で、果実（ダケカンバ、ハンノキなど）、種子、芽などを食べる。
繁殖形態は卵生。樹上に木の枝を組み合わせたお椀状の巣を作り、1回に5-7個の卵を産む。メスのみが抱卵し、抱卵期間は11-14日。雛は孵化してから13-15日で巣立つ。